# 尉世辯
尉世辯（550年—597年2月16日），名昋，字世辩，以字行，太安郡狄那县（今山西省晋中市寿阳县）人，北齐、北周、隋朝官员。

## 生平
尉世辩在虚龄十四岁时以东宫侍学为起家官，很快出任通直散骑侍郎、驸马都尉，接受诏令娶齐文宣帝第二女长乐郡长公主高宝德。天统元年（565年），尉世辩出任假仪同三司、大贤真库真、左右备身正都督，天统二年（566年），尉世辩食干陈留郡，正式加仪同三司。天统三年（567年），尉世辩的父亲尉璨去世，尉世辩为父亲守丧，同年被夺情起复出任大贤真库真、左右备身正都督，袭爵长乐郡王。天统四年（568年），尉世辩转任开府仪同三司，别封安昌县开国侯。天统五年（569年），尉世辩出任武卫大将军，袭爵第一领民酋长、新昌县开国男。武平四年（573年），尉世辩升任左卫大将军，外任济州诸军事、济州刺史。武平六年（575年），尉世辩代理郑州刺史。当时北周进攻洛阳一带，尉世辩保境安民，为各城之最，没多久回朝出任护军大将军，代理领军。承光元年（577年），周军将要攻入邺城，北齐太上皇高纬派尉世辩率领一千多骑兵出城侦查情况。尉世辩走出滏口，登上高坡向西看，遥远的看见群鸟飞起，以为是北周军队的旗帜，立刻掉头返回，走到紫陌桥还不敢回头看。北齐灭亡后，尉世辩在北周建德六年（577年）改任开府仪同大将军，封城阳县开国男。大象二年（580年）九月，尉世辩出任丰州诸军事、丰州刺史。隋朝建立后，尉世辩仍担任丰州刺史，进爵为子。开皇四年（584年），丰州百姓仪同三司秦雄和州中父老联名上书大使长孙炽，请求延长尉世辩的任期，尉世辩仍被征召回朝。开皇十七年正月廿四日（597年2月16日），尉世辩因病在私人住宅中去世，虚岁四十八，次年岁次戊午正月癸酉朔十二日甲申（598年2月23日）归葬定州恒阳县弘义乡家族旧墓。著作郎魏彦渊受尉家的委托为尉世辩撰写了墓志的铭词。

## 家庭

### 祖父
- 尉景，东魏假黄钺、左丞相、太保、太傅、长乐武恭王[1]

### 父亲
- 尉璨，北齐假黄钺、右丞相、太保、太傅、长乐文成王[1]

### 兄弟姐妹
- 尉世兴，北齐万年县开国公，追赠使持节、都督定州诸军事、定州刺史、仪同三司、太常卿、武陵王，冥婚齐武成帝高湛第四女永昌公主

### 夫人
- 高宝德，齐文宣帝高洋嫡女，封长乐公主

### 子女
- 尉仁揩，世子，隋朝右亲卫直司经局校书[1]
- 尉仁弘，第三子，隋朝骁卫司仓[5]